# Estadio La Martinica
Das Estadio La Martinica ist ein 1950 eröffnetes Fußballstadion in der mexikanischen Stadt León, der bedeutendsten Industriestadt im Bundesstaat Guanajuato. Den Namen erhielt es wegen seines Standortes in der Colonia La Martinica, wo es sich an der Calle Antonio „La Tota“ Carbajal befindet. Vor seiner Erweiterung firmierte das ursprünglich 1945 eröffnete Stadion als Parque San Sebastián.

## Geschichte
Das ursprünglich für nur rund zweitausend Zuschauer konzipierte Stadion diente zunächst als Heimspielstätte des in León beheimateten Club San Sebastián und wurde Ende der 1940er Jahre wegen seiner geringen Kapazität auf 11.000 erweitert. Bei seiner Wiedereröffnung 1950 wurde das nunmehr unter seiner neuen Bezeichnung bekannte Stadion auch vom Stadtrivalen Club León als Heimspielstätte genutzt, der zuvor im 1945 errichteten Estadio Enrique Fernández Martínez gespielt hatte und dort seine ersten beiden Meistertitel der Jahre 1948 und 1949 gewann. Während seiner Zeit im Estadio La Martinica kamen die Meistertitel der Jahre 1952 und 1956 hinzu.
Nach Fertigstellung des größeren und moderneren Estadio León, das Austragungsort der Fußballweltmeisterschaften 1970 und 1986 war und sich nur etwa einen Kilometer östlich des Estadio La Martinica befindet, bezog der Club León dieses Stadion, das ihm auch noch heute als Heimspielstätte dient, während das Estadio La Martinica die feste Heimspielstätte des Stadtrivalen Unión de Curtidores wurde. Während der WM 1970 nutzte die peruanische Nationalmannschaft das Stadion zu Trainingseinheiten und absolvierte ein Testspiel gegen Unión de Curtidores.
Wegen des zunehmenden Verfalls des Stadions wurden die Zuschauerränge im Februar 2002 größtenteils geschlossen und durften nur noch in einem Teil der Haupttribüne genutzt werden.
Wegen des ebenfalls verschlechterten Zustands des Rasens verließ Unión de Curtidores das Stadion später ganz und absolvierte dort allenfalls noch Trainingseinheiten. Nachdem der Verein aufgrund finanzieller Probleme im Sommer 2013 auch noch seine Profilizenz veräußerte, hatte das alte Stadion endgültig ausgedient und steht nunmehr zum Verkauf und Abriss bereit.